# Aube (Ton)
Die Aube ist ein Fluss in Frankreich, der im Département Ardennes in der Region Grand Est verläuft. Sie entspringt im Gemeindegebiet von Flaignes-Havys, entwässert in einem Bogen von Südwest nach Nordwest durch den Regionalen Naturpark Ardennen und mündet nach rund 18 Kilometern im Gemeindegebiet von Hannappes  als linker Nebenfluss in den Ton.

## Orte am Fluss
(Reihenfolge in Fließrichtung)
- Flaignes-Havys
- Prez
- Aouste
- Rumigny
- Hannappes